# Миних, Иоганн Эрнст
Граф (с 25 февраля 1728) Иоганн Эрнест Ми́них (Серге́й Христофо́рович Ми́них) (нем. Ernst Johann Graf von Münnich; 30 декабря 1707 — 24 января [4 февраля] 1788, Санкт-Петербург) — государственный деятель Российской империи, дипломат и мемуарист из рода Минихов. Сын генерал-фельдмаршала графа Бурхарда Кристофа Миниха, дед (по материнской линии) баронессы Криденер.

## Биография
Родился в семье будущего фельдмаршала Миниха 10 января 1708 года в деревне Гейнсфурт, княжество Эттинген-Эттинген, ныне коммуна Хайнсфарт в земле Бавария (Германия).
В Россию приехал в возрасте 13 лет. Учился в Риге и Женеве, изучал юриспруденцию, иностранные языки и философию. С 1727 года служил в Коллегии иностранных дел; с 1729 года — в российском посольстве во Франции, с 1731 года — поверенный в делах (в отсутствие постоянного посла).
В 1733 году вернулся в Россию, получил чин камер-юнкера, в 1737 — камергера, в 1740 году — обер-гофмаршала и звание генерал-поручика, пользовался благосклонностью императрицы Анны Иоанновны, а после её смерти — Анны Леопольдовны.
После дворцового переворота, в 1741 году был вместе с отцом осуждён, лишён чинов и поместий и сослан с семьёй в Костромскую губернию, а в 1743 году — в Вологду, где и пробыл в ссылке 20 лет, вплоть до смерти императрицы Елизаветы Петровны.
В 1762 году, с воцарением императора Петра III, был помилован и вернулся в Санкт-Петербург. Тогда же ему были возвращены чины, награды и утраченное имущество. В 1763 году, уже во время правления императрицы Екатерины II, получил чин действительного тайного советника. С 1764 года — член Таможенной комиссии, главный директор таможенных сборов страны. С 1774 года и вплоть до самой смерти — председатель Коммерц-коллегии.
В годы вологодской ссылки написал «Записки графа Эрнста Миниха…», интересные подробным изображением придворной жизни времён Анны Иоанновны и портретами политических деятелей той эпохи.
Был награждён орденами Св. Александра Невского (1740), Белого орла (1741) и Св. апостола Андрея Первозванного (1774).
Умер 24 января (4 февраля) 1788 года в Петербурге. Был похоронен на мызе Луния близ одноимённой деревни (теперь посёлка Луунья в Эстонии) в Дерптском уезде Рижского наместничества, в семейном захоронении Минихов; могила была разграблена в 1970-е годы.

## Сочинения
- «Записки графа Эрнста Миниха, сына фельдмаршала, писанные им для детей своих в Вологде в 1758 году» (СПб., 1817)
- «Замечания на записки генерала Манштейна» («Отечественные записки», 1825—1828)
- Миних И. Э. Письма из Вологды 1756—1758 гг. / Публ., перевод и коммент. Дм. Толстого // Русская старина. — 1887. — Т. 53. — № 2. — С. 465—469.

## Семья
Из 14 детей Бурхарда Кристофа выжили только четверо: Иоганн Эрнст и три его сестры. Эрнст остался единственным выжившим сыном и потому был единственным продолжателем графской линии рода Минихов. Его супругой в 1739 году стала баронесса Анна Доротея фон Менгден (12 октября 1716—29 февраля 1760), фрейлина при дворе Анны Иоанновны, сестра Юлианы Менгден, дочь шведского подполковника и лифляндского ландмаршала барона Магнуса-Густава фон Менгдена (1663—1726) и Доротеи Софии фон Розен (1690—1773). В 1743 году она отправилась в ссылку вместе с мужем в Вологду, где и умерла в 1760 году. В семье было 9 детей:
- Иоганн Готлиб (Иван Сергеевич) (9 мая 1740—5 ноября 1813), действительный статский советник, был ландратом в Лифляндии, с 1765 женат на Софии Елизавете фон Фитингоф (1750—1802).
- Анна Ульрика (Анна Сергеевна, Анна Эрнестовна) (7 мая 1741—16 января 1811), была замужем с 23 октября 1756 года за тайным советником бароном Отто Германом фон Фитингофом (1722—1792).
- Эрнст Густав (Сергей Сергеевич) (6 июня 1744—20 января 1817), комендант Витебска, генерал-майор.
- Доротея Христина (Доротея Сергеевна) (9 января 1746—4 апреля 1803), была замужем с 1766 года за действительным статским советником Карлом Густавом фон Бергом (1724—1808); их дочь была замужем за генерал-майором Модестом Матвеевичем Окуловым.
- Бурхард Кристоф (Христофор Сергеевич) (8 января 1747—10 февраля 1800), при Екатерине II был тайный советник и сенатор. Был женат с 1772 года  на графине Анне Андреевне Ефимовской (1 августа 1751—22 мая 1824), внучке по матери графа Павла Ивановича Ягужинского.
- Людвиг Антон (Антон Сергеевич) (6 января 1748—21 октября 1810), гвардии ротмистр (1800), был женат на Вере Николаевне Чоглоковой (12.10.1752—14.01.1800)[6], фрейлине Екатерины II, дочери обер-гофмейстера Николая Наумовича Чоглокова.
- Юлиана Элеонора (Юлия Сергеевна, Юлия Эрнестовна) (30 апреля 1749—7 декабря 1824), была замужем с 1766 года за действительным статским советником графом Людвигом Вильгельмом Цеге-фон-Мантейфелем (9 апреля 1726—3 января 1792); один из их сыновей — генерал-майор Иван Васильевич Мантейфель.
- Карл Александр (3 июня 1750—7 ноября 1753), умер в детстве.
- София Аврора (2 марта 1755—2 июля 1755), умерла в младенчестве.

## Издания мемуаров
- Россия и русский двор в первой половине XVIII века. Записки и замечания гр. Эрнста Миниха / Под ред. М. И. Семевского. — СПб.: Тип. В.С. Балашева, 1891. — xvi, 328 с.
- Эрнст Миних. Записки // Безвременье и временщики. Воспоминания об «эпохе дворцовых переворотов» (1720-е—1760-е годы) / Под ред. Е. В. Анисимова. — Л: Художественная литература, 1991. — С. 81—187. — ISBN 5-280-01357-9.
- Записки графа Эрнста Миниха // Перевороты и войны / Сост. А. А. Либерман, В. П. Наумов. — М.: Фонд Сергея Дубова, 1997. — С. 319–410. — (История России и дома Романовых в мемуарах современников. XVII—XX вв.). — ISBN 5-89486-004-0.